# Otto Gilbert David Aubert
Otto Gilbert David Aubert (1809-1838) var en norsk matematiker, søn af Benoni d'Aubert.
Aubert studerede matematik og skrev blandt andet en afhandling, Echantillon d’une analyse sphérique (Kristiania 1833), der er det eneste, som i Norge kom frem af moderne geometri før Sophus Lies optræden 1869. Efter nogle års lærervirksomhed i Kristiania var han 1834-37 i Stockholm lærer for kronprins Oskars sønner, de senere konger Karl og Oscar. Hans breve fra Stockholm, der vidner om hans mangesidige interesser og dannelse, er offentliggjorte af Sofie Aubert Lindbæk i Landflygtige. Af Aubert’ske Papirer, I (Kristiania 1910).